# 环己基碘
环己基碘是一种有机化合物，化学式为C6H11I。可由环己醇和氢碘酸加热反应制得，或由环己烯和碘化氢反应得到，反应中的碘化氢可由碘化钾和磷酸替代。环己基溴和氢碘酸的卤素交换也会生成环己基碘。